# Tunyang
Tunyang is een bestuurslaag in het regentschap Bener Meriah van de provincie Atjeh, Indonesië. Tunyang telt 479 inwoners (volkstelling 2010).